# Archytas pearsoni
Archytas pearsoni är en tvåvingeart som beskrevs av Guimaraes 1963. Archytas pearsoni ingår i släktet Archytas och familjen parasitflugor. Inga underarter finns listade i Catalogue of Life.